# Jamie Hince

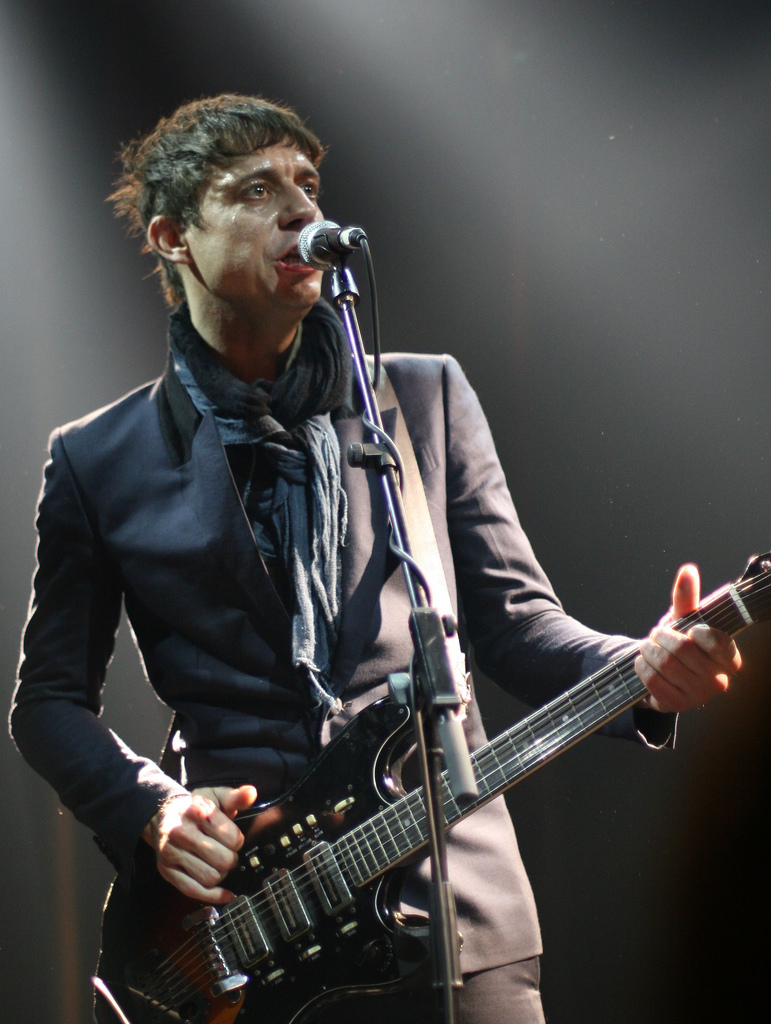
Jamie Hince (2008)

James „Jamie“ William Hince (* 19. Dezember 1968 in Buckinghamshire, England) ist ein britischer Gitarrist, Sänger und Songwriter. Er ist der Gitarrist und Sänger der britischen Indie-Rock-Band The Kills, in der er auch als „Hotel“ bekannt ist, seine Bandkollegin Alison Mosshart als „VV“.
The Kills wurden im Jahr 2000 gegründet. Schon vorher spielte Hince in den Bands Fiji, Scarfo und Blyth Power.

## Persönliches
Am 1. Juli 2011 heiratete Hince das Model Kate Moss (* 1974) in der St. Peter’s Church, Southtrop in Gloucestershire, England. Die Ehe wurde 2016 geschieden.

## Diskographie

### Alben mit Fiji
- The Glue Hotel Tapes (1999)

### Singles & EPs mit Fiji
- Cattlecount (1999)
- Pillshop

### Alben mit Scarfo
- Scarfo (November 1995)
- Luxury Plane Crash (Juli 1997)

### Singles & EPs mit Scarfo
- Skinny (1995)
- Tunnel of Love (1995)
- Bingo England (1996)
- ELO (1997)
- Cosmonaut No. 7 (1997)
- Alkaline (1997)
- Luxury Plane Crash Sampler (1997)
- Picture This (1997)
- A Year from Monday (1998)

### Alben mit Blyth Power
- A Little Touch of Harry in the Night (1985)
- Wicked Women, Wicked Men and Wicked Keepers (1986)
- The Barman and Other Stories (1988)
- Pont Au-Dessus De La Brue (1989)
- Alnwick & Tyne (1990)
- The Guns of Castle Cary (1991)
- Pastor Skull (1993)
- Ten Years Inside the Horse (1994)
- Paradise Razed (1995)
- Out from Under the King (1996)
- Gladly Give to Caesar (1999)
- The Bricklayer’s Arms (2000)

### Singles & EPs mit Blyth Power
- Chevy Chase (1985)
- Ixion (1986)
- Junction Signal (1986)
- Goodbye to All That (1988)
- Up from the Country (1988)
- Better to Bat (1989)
- A Wild Card to Play (1995)

### Singles & EPs mit Sonic States of America
- Sonic States of America (2001)

### Alben mit The Kills
- Keep On Your Mean Side (2003)
- No Wow (2005)
- Midnight Boom (2008)
- Blood Pressures (2011)
- Live at Third Man Records (2013)
- Ash & Ice (2016)
- God Games (2023)

### Singles & EPs mit The Kills
- Black Rooster EP(2002)
- Pull A U (2003)
- Fuck the People (2003)
- Fried My Little Brains (2003)
- The Good Ones (2005)
- No Wow (2005)
- Love Is a Deserter (2005)
- Run Home Slow (2005)
- Tape Song/London Hates You (2008)
- U.R.A. Fever (2008)
- Last Day of Magic (2008)
- Cheap and Cheerful (2008)
- Black Balloon EP (2009)
- Live Session EP (2009)
- Future Stars Slow (2011)
- Baby Says (2011)
- Satellite (2011)
- The Last Goodbye (2012)